# Micrurus spurrelli
Micrurus spurrelli är en ormart som beskrevs av Boulenger 1914. Micrurus spurrelli ingår i släktet korallormar och familjen giftsnokar. Inga underarter finns listade i Catalogue of Life.
Denna orm förekommer i departementet Chocó i västra Colombia. En hona var 23 cm lång. Arten har ett giftigt bett. Honor lägger ägg. Arten lever i kulliga områden mellan 100 och 400 meter över havet. Den vistas i regnskogar.
Beståndet hotas av skogarnas omvandling till odlingsmark för illegala växter som kokabuske. Dessutom etableras gruvdrift i regionen. IUCN listar arten som nära hotad (NT).